# Пилери, Паоло
Паоло Пилери (итал. Paolo Pileri; 31 июля 1944, Терне — 13 февраля 2007, Терни, Умбрия, Италия) — итальянский мотогонщик, чемпион мира по шоссейно-кольцевых мотогонок MotoGP в классе 125сс (1975).

## Биография
Детство Паоло Пилери прошло в городке Терни в пятидесятых годах XX века, полна энтузиазма и восхищения спортивными достижениями его земляка, мотогонщика Либеро Либератти (итал. Libero Liberati). Трагический инцидент 1962 года рождения, в котором Либеро потерял свою жизнь, привел к сильному сопротивлению со стороны родителей Паоло относительно спортивных надежду своего сына. Это заставило Пилери в первых гонках выступать под псевдонимом «Ричард».
Спортивную карьеру Пилери начал относительно поздно, в 1969 году с участия в юниорском первенстве, на которой он занял второе место, выступая на мотоцикле Aermacchi Aletta 125.
После четырёх сезонов в национальном первенстве он провел два как «Юниор» и два в классе взрослых спортсменов, Паоло Пилери в 1971 году дебютировал в чемпионате мира MotoGP на Гран-При Бельгии, заняв 13-е место в гонке в классе 125сс. Он получил свои первые очки в чемпионате через два года, выступая на мотоциклах DRS и Yamaha, в классах 125сс и 250сс соответственно. Первым подиумом в карьере стало третье место на Гран-При Бельгии в Спа в 1973 году, на котором Паоло выступал на мотоцикле Yamaha. Этот успех позволил Пилери подписать первый контракт с заводской командой Morbidelli, заняв в ней место Анхеля Ньето, который вернулся в Derbi.
В 1975 году мотоцикл Morbidelli был готов конкурировать с крупными японскими марками, и, после катастрофического падения в дебютной гонке во Франции, Паоло Пилери выиграл Гран-При семь раз подряд, что позволило опередить его партнёра по команде Пьера Паоло Бьянки и получить титул чемпиона мира.
Пилери остался с Morbidelli на следующие годы: в 1976 году он занял третье место в классе 125сс вслед за Б'янчі и Ньето, принимая участие в гонках в классе 250сс.
Сезон 1979 года стал последним в карьере в мотогонках для Паоло Пилери. В классе 250сс он выступал на Yamaha, а в классе 350сс — на Rieju. Лучшим результатом сезона стало 3-е место в Чехословакии (где он также завоевал поул) в классе 250сс.
Через некоторое время после завершения спортивной карьеры в качестве мотогонщика, в 1987 году Паоло Пилери основал собственную команду для участия в чемпионате мира MotoGP «Team Pileri». В 1988 году команда использовала мотоциклы Garelli, с 1989 года — Honda. В 1990-1991 годах пилот команды «Pileri-AGV» Лорис Капиросси дважды стал чемпионом мира в классе 125сс, в 1992 году Фаусто Грезини стал вице-чемпионом мира. Команда также была представлена в классе 500сс: Капиросси в 1995 году был 6-м, в 1996 году Алекс Баррос смог подняться на 4-е место, оба выступали на Honda.
Паоло Пилери открыл для мира Валентино Росси, который дебютировал в MotoGP тестированием мотоцикла команды «Marlboro-Pileri» 125сс в Мизано в 1993 году, в возрасте 14 лет.
Паоло Пилери умер 13 февраля 2007 от внезапной болезни.